# Serie A 1960 (hockey su pista)
La Serie A 1960 è stata la 37ª edizione (l'11ª a girone unico),  del torneo di primo livello del campionato italiano di hockey su pista. La competizione ha avuto inizio il 21 maggio e si è conclusa il 24 settembre 1960.
Lo scudetto è stato conquistato dall'Amatori Modena per la seconda volta nella sua storia.

## Stagione

Renzo Zaffinetti capocannoniere del torneo.

### Novità
Nel 1960 la serie A vide ai nastri di partenza dieci club. Al torneo parteciparono: Amatori Modena, Amatori Novara, DLF Trieste, Lazio, Marzotto Valdagno, Monza, Novara, Pirelli, Triestina e la neopromossa Forza e Costanza.

### Formula
La formula del campionato fu la stessa della stagione precedente; la manifestazione fu organizzata con un girone all'italiana, con gare di andata e ritorno per un totale di 18 giornate: erano assegnati 2 punti per l'incontro vinto e un punto a testa per l'incontro pareggiato, mentre non ne era attribuito alcuno per la sconfitta. Al termine del campionato la prima squadra classificata venne proclamata campione d'Italia mentre la nona e la decima classificata retrocedettero in Serie B.

### Avvenimenti
Il campionato iniziò il 21 maggio e si concluse il 24 settembre 1960. Il torneo venne dominato dall'Amatori Modena. La squadra emiliana prese la testa solitaria del campionato alla sesta giornata e non la lasciò più per tutto il resto della stagione collezionando 15 vittorie, 2 pareggi e 1 sola sconfitta laureandosi per la seconda volta nella sua storia campione d'Italia. Il Monza arrivò ancora una volta secondo a tre lunghezze dal Modena mentre al terzo posto si classificò il Novara campione uscente; fece un buon campionato anche l'altra compagine di Novara, l'Amatori che arrivò al quarto posto in classifica. Retrocedettero in Serie B la Pirelli di Milano e il Forza e Costanza di Brescia. Renzo Zaffinetti dell'Amatori Novara segnando 74 reti vinse la classifica dei cannonieri.

## Squadre partecipanti
| Club              | Stag.    | Città         | Impianto                  | Stagione precedente              |
| ----------------- | -------- | ------------- | ------------------------- | -------------------------------- |
| Amatori Modena    | dettagli | Modena        | Pista del Rifugio Verde   | 3º in Serie A                    |
| Amatori Novara    | dettagli | Novara        | Pista in viale Buonarroti | 8º in Serie A                    |
| DLF Trieste       | dettagli | Trieste       | Pista di viale Miramare   | 9º in Serie A, ripescato         |
| Forza e Costanza  | dettagli | Brescia       | ?                         | 2º in Serie B, promosso          |
| Lazio             | dettagli | Roma          | ?                         | 5º in Serie A                    |
| Marzotto Valdagno | dettagli | Valdagno (VI) | Pista Cavalchina          | 6º in Serie A                    |
| Monza             | dettagli | Monza (MI)    | Pista di via Boccaccio    | 2º in Serie A                    |
| Novara            | dettagli | Novara        | Pista in viale Buonarroti | 1º in Serie A, campione d'Italia |
| Pirelli           | dettagli | Milano        | Pista della Bicocca       | 7º in Serie A                    |
| Triestina         | dettagli | Trieste       | Pista di viale Miramare   | 4º in Serie A                    |

### Allenatori e primatisti
| Squadra           | Allenatore       | Cannoniere            |
| ----------------- | ---------------- | --------------------- |
| Amatori Modena    |                  |                       |
| Amatori Novara    |                  | Renzo Zaffinetti (74) |
| DLF Trieste       |                  |                       |
| Forza e Costanza  |                  |                       |
| Lazio             |                  |                       |
| Marzotto Valdagno |                  |                       |
| Monza             |                  |                       |
| Novara            | Federico Colombo |                       |
| Pirelli           |                  |                       |
| Triestina         | Mario Cergol     |                       |

## Classifica finale
|  | Pos. | Squadra           | Pt | G  | V  | N | P  | GF  | GS  | DR  |
|  | ---- | ----------------- | -- | -- | -- | - | -- | --- | --- | --- |
|  | 1.   | Amatori Modena    | 32 | 18 | 15 | 2 | 1  | 117 | 60  | +57 |
|  | 2.   | Monza             | 29 | 18 | 14 | 1 | 3  | 110 | 49  | +61 |
|  | 3.   | Novara            | 28 | 18 | 14 | 0 | 4  | 144 | 84  | +60 |
|  | 4.   | Amatori Novara    | 22 | 18 | 11 | 0 | 7  | 142 | 97  | +45 |
|  | 5.   | Triestina         | 21 | 18 | 10 | 1 | 7  | 79  | 62  | +17 |
|  | 6.   | Marzotto Valdagno | 16 | 18 | 7  | 2 | 9  | 60  | 62  | -2  |
|  | 7.   | DLF Trieste       | 9  | 18 | 3  | 3 | 12 | 69  | 113 | -44 |
|  | 8.   | Lazio (-1)        | 9  | 18 | 4  | 2 | 12 | 82  | 141 | -59 |
|  | 9.   | Pirelli           | 8  | 18 | 4  | 0 | 14 | 63  | 104 | -41 |
|  | 10.  | Forza e Costanza  | 5  | 18 | 2  | 1 | 15 | 49  | 143 | -94 |

Legenda:
      Campione d'Italia.
      Retrocessa in Serie B.
Note:
Due punti a vittoria, uno a pareggio, zero a sconfitta.
La Lazio fu penalizzata di 1 punto per rinuncia.

## Risultati

### Tabellone
| 1960              | AmMo | AmNo  | DlfT | FcBs | Lazi | MarV | Monz | Nova | Pire | Trie |
| ----------------- | ---- | ----- | ---- | ---- | ---- | ---- | ---- | ---- | ---- | ---- |
| Amatori Modena    | –––– | 5-3   | 9-3  | 12-3 | 9-5  | 7-1  | 3-0  | 5-3  | 4-2  | 6-2  |
| Amatori Novara    | 5-6  | ––––  | 8-1  | 12-4 | 21-1 | 4-2  | 1-6  | 9-10 | 8-9  | 11-6 |
| DLF Trieste       | 6-6  | 7-9   | –––– | 5-2  | 6-6  | 2-5  | 3-4  | 6-8  | 5-4  | 5-8  |
| Forza e Costanza  | 1-10 | 4-8   | 4-3  | –––– | 2-12 | 1-5  | 3-9  | 3-8  | 4-2  | 1-1  |
| Lazio             | 6-11 | 4-6   | 6-5  | 12-5 | –––– | 5-5  | 0-2  | 5-17 | 9-4  | 4-9  |
| Marzotto Valdagno | 1-2  | 1-5   | 2-2  | 7-1  | 5-1  | –––– | 2-3  | 5-6  | 6-3  | 2-4  |
| Monza             | 3-3  | 16-10 | 9-0  | 9-3  | 15-2 | 5-3  | –––– | 9-2  | 6-1  | 5-2  |
| Novara            | 5-9  | 9-6   | 11-3 | 15-5 | 8-2  | 8-3  | 6-2  | –––– | 12-4 | 7-2  |
| Pirelli           | 3-9  | 2-11  | 9-3  | 5-3  | 5-0  | 2-3  | 2-7  | 2-6  | –––– | 2-4  |
| Triestina         | 8-1  | 4-5   | 3-4  | 8-0  | 6-2  | 1-2  | 3-0  | 4-3  | 4-2  | –––– |

### Calendario
| Andata (1ª) | Andata (1ª) | Prima giornata                     | Ritorno (10ª) | Ritorno (10ª) |
|             |             |                                    |               |               |
| 21 mag.     | 9-3         | Amatori Modena-DLF Trieste         | 6-6           | 23 lug.       |
| 21 mag.     | 7-1         | Marzotto Valdagno-Forza e Costanza | 5-1           | 23 lug.       |
| 21 mag.     | 16-10       | Monza-Amatori Novara               | 6-1           | 23 lug.       |
| 21 mag.     | 12-4        | Novara-Pirelli                     | 6-2           | 23 lug.       |
| 21 mag.     | 6-2         | Triestina-Lazio                    | 9-4           | 23 lug.       |

| Andata (2ª) | Andata (2ª) | Seconda giornata              | Ritorno (11ª) | Ritorno (11ª) |
|             |             |                               |               |               |
| 28 mag.     | 11-6        | Amatori Novara-Triestina      | 5-4           | 30 lug.       |
| 28 mag.     | 2-5         | DLF Trieste-Marzotto Valdagno | 2-2           | 30 lug.       |
| 28 mag.     | 3-9         | Forza e Costanza-Monza        | 3-9           | 30 lug.       |
| 28 mag.     | 5-17        | Lazio-Novara                  | 2-8           | 30 lug.       |
| 28 mag.     | 3-9         | Pirelli-Amatori Modena        | 2-4           | 30 lug.       |

| Andata (3ª) | Andata (3ª) | Terza giornata                   | Ritorno (12ª) | Ritorno (12ª) |
|             |             |                                  |               |               |
| 4 giu.      | 12-3        | Amatori Modena-Forza e Costanza  | 10-1          | 6 ago.        |
| 4 giu.      | 1-5         | Marzotto Valdagno-Amatori Novara | 2-4           | 6 ago.        |
| 4 giu.      | 15-2        | Monza-Lazio                      | 2-0           | 6 ago.        |
| 4 giu.      | 11-3        | Novara-DLF Trieste               | 8-6           | 6 ago.        |
| 4 giu.      | 4-2         | Triestina-Pirelli                | 4-2           | 6 ago.        |

| Andata (4ª) | Andata (4ª) | Quarta giornata          | Ritorno (13ª) | Ritorno (13ª) |
|             |             |                          |               |               |
| 11 giu.     | 9-10        | Amatori Novara-Novara    | 6-9           | 20 ago.       |
| 11 giu.     | 5-8         | DLF Trieste-Triestina    | 4-3           | 20 ago.       |
| 11 giu.     | 4-2         | Forza e Costanza-Pirelli | 3-5           | 20 ago.       |
| 11 giu.     | 6-11        | Lazio-Amatori Modena     | 5-9           | 20 ago.       |
| 11 giu.     | 5-3         | Monza-Marzotto Valdagno  | 3-2           | 20 ago.       |

| Andata (5ª) | Andata (5ª) | Quinta giornata              | Ritorno (14ª) | Ritorno (14ª) |
|             |             |                              |               |               |
| 18 giu.     | 6-2         | Amatori Modena-Triestina     | 1-8           | 27 ago.       |
| 18 giu.     | 5-2         | DLF Trieste-Forza e Costanza | 3-4           | 27 ago.       |
| 18 giu.     | 5-5         | Lazio-Marzotto Valdagno      | 1-5           | 27 ago.       |
| 18 giu.     | 6-2         | Novara-Monza                 | 2-9           | 27 ago.       |
| 18 giu.     | 2-11        | Pirelli-Amatori Novara       | 9-8           | 27 ago.       |

| Andata (6ª) | Andata (6ª) | Sesta giornata                   | Ritorno (15ª) | Ritorno (15ª) |
|             |             |                                  |               |               |
| 25 giu.     | 12-4        | Amatori Novara-Forza e Costanza  | 8-4           | 3 set.        |
| 25 giu.     | 6-5         | Lazio-DLF Trieste                | 6-6           | 3 set.        |
| 25 giu.     | 1-2         | Marzotto Valdagno-Amatori Modena | 1-7           | 3 set.        |
| 25 giu.     | 6-1         | Monza-Pirelli                    | 7-2           | 3 set.        |
| 25 giu.     | 4-3         | Triestina-Novara                 | 2-7           | 3 set.        |

| Andata (7ª) | Andata (7ª) | Settima giornata           | Ritorno (16ª) | Ritorno (16ª) |
|             |             |                            |               |               |
| 2 lug.      | 3-4         | DLF Trieste-Monza          | 0-9           | 10 set.       |
| 2 lug.      | 1-1         | Forza e Costanza-Triestina | 0-8           | 10 set.       |
| 2 lug.      | 4-6         | Lazio-Amatori Novara       | 1-21          | 10 set.       |
| 2 lug.      | 5-9         | Novara-Amatori Modena      | 3-5           | 10 set.       |
| 2 lug.      | 2-3         | Pirelli-Marzotto Valdagno  | 3-6           | 10 set.       |

| Andata (8ª) | Andata (8ª) | Ottava giornata             | Ritorno (17ª) | Ritorno (17ª) |
|             |             |                             |               |               |
| 9 lug.      | 3-0         | Amatori Modena-Monza        | 3-3           | 17 set.       |
| 9 lug.      | 8-1         | Amatori Novara-DLF Trieste  | 9-7           | 17 set.       |
| 9 lug.      | 3-8         | Forza e Costanza-Novara     | 5-15          | 17 set.       |
| 9 lug.      | 5-0         | Pirelli-Lazio               | 4-9           | 17 set.       |
| 9 lug.      | 1-2         | Triestina-Marzotto Valdagno | 4-2           | 17 set.       |

| \| Andata (9ª) \| Andata (9ª) \| Nona giornata \| Ritorno (18ª) \| Ritorno (18ª) \| \| \| \| \| \| \| \| 16 lug. \| 5-6 \| Amatori Novara-Amatori Modena \| 3-5 \| 24 set. \| \| 16 lug. \| 5-4 \| DLF Trieste-Pirelli \| 3-9 \| 24 set. \| \| 16 lug. \| 12-5 \| Lazio-Forza e Costanza \| 12-2 \| 24 set. \| \| 16 lug. \| 5-6 \| Marzotto Valdagno-Novara \| 3-8 \| 24 set. \| \| 16 lug. \| 5-2 \| Monza-Triestina \| 0-3 \| 24 set. \| |             |                               |               |               |
| Andata (9ª) | Andata (9ª) | Nona giornata                 | Ritorno (18ª) | Ritorno (18ª) |
| |             |                               |               |               |
| 16 lug. | 5-6         | Amatori Novara-Amatori Modena | 3-5           | 24 set.       |
| 16 lug. | 5-4         | DLF Trieste-Pirelli           | 3-9           | 24 set.       |
| 16 lug. | 12-5        | Lazio-Forza e Costanza        | 12-2          | 24 set.       |
| 16 lug. | 5-6         | Marzotto Valdagno-Novara      | 3-8           | 24 set.       |
| 16 lug. | 5-2         | Monza-Triestina               | 0-3           | 24 set.       |

## Verdetti
| Verdetto               | Club                       |
| ---------------------- | -------------------------- |
| Campione d'Italia 1960 | Amatori Modena (2º titolo) |
| Retrocesse in Serie B  | Pirelli Forza e Costanza   |

### Squadra campione
| N° | Naz.              | Ruolo | Sportivo         |  |  |  |
| -- | ----------------- | ----- | ---------------- |  |  |  |
| ?  | Italia (bandiera) | P     | Lazzaro Artioli  |  |  |  |
| ?  | Italia (bandiera) | E     | Claudio Brezigar |  |  |  |
| ?  | Italia (bandiera) | E     | Luigi Dagnino    |  |  |  |
| ?  | Italia (bandiera) | E     | Diego Marchetto  |  |  |  |
| ?  | Italia (bandiera) | E     | Marzoli          |  |  |  |
| ?  | Italia (bandiera) | E     | Luciano Pedretti |  |  |  |
| ?  | Italia (bandiera) | E     | Flaminio Rinaldi |  |  |  |
| ?  | Italia (bandiera) | E     | Gastone Tavoni   |  |  |  |

- Allenatore: ?

## Statistiche del torneo

### Capoliste solitarie
|    | —— | —— | —— | —— | ——             | —— | —— | —— | ——  | ——  | ——  | ——  | ——  | ——  | ——  | ——  | ——  | —— |  |
|    |    |    |    |    | Amatori Modena |    |    |    |     |     |     |     |     |     |     |     |     |    |  |
|    |    |    |    |    |                |    |    |    |     |     |     |     |     |     |     |     |     |    |  |
|    |    |    |    |    |                |    |    |    |     |     |     |     |     |     |     |     |     |    |  |
| 1ª | 2ª | 3ª | 4ª | 5ª | 6ª             | 7ª | 8ª | 9ª | 10ª | 11ª | 12ª | 13ª | 14ª | 15ª | 16ª | 17ª | 18ª |    |  |

### Classifica in divenire
|                   | 1ª | 2ª | 3ª | 4ª | 5ª | 6ª | 7ª | 8ª | 9ª | 10ª | 11ª | 12ª | 13ª | 14ª | 15ª | 16ª | 17ª | 18ª |
| ----------------- | -- | -- | -- | -- | -- | -- | -- | -- | -- | --- | --- | --- | --- | --- | --- | --- | --- | --- |
| Amatori Modena    | 2  | 4  | 6  | 8  | 10 | 12 | 14 | 16 | 18 | 19  | 21  | 23  | 25  | 25  | 27  | 29  | 30  | 32  |
| Amatori Novara    | 0  | 2  | 4  | 4  | 6  | 8  | 10 | 12 | 12 | 12  | 14  | 16  | 16  | 16  | 18  | 20  | 22  | 22  |
| DLF Trieste       | 0  | 0  | 0  | 0  | 2  | 2  | 2  | 2  | 4  | 5   | 6   | 6   | 8   | 8   | 9   | 9   | 9   | 9   |
| Forza e Costanza  | 0  | 0  | 0  | 2  | 2  | 2  | 3  | 3  | 3  | 3   | 3   | 3   | 3   | 5   | 5   | 5   | 5   | 5   |
| Lazio             | 0  | 0  | 0  | 0  | 1  | 3  | 3  | 2  | 4  | 4   | 4   | 4   | 4   | 4   | 5   | 5   | 7   | 9   |
| Marzotto Valdagno | 2  | 4  | 4  | 4  | 5  | 5  | 7  | 9  | 9  | 11  | 12  | 12  | 12  | 14  | 14  | 16  | 16  | 16  |
| Monza             | 2  | 4  | 6  | 8  | 8  | 10 | 12 | 12 | 14 | 16  | 18  | 20  | 22  | 24  | 26  | 28  | 29  | 29  |
| Novara            | 2  | 4  | 6  | 8  | 10 | 10 | 10 | 12 | 14 | 16  | 18  | 20  | 22  | 22  | 24  | 24  | 26  | 28  |
| Pirelli           | 0  | 0  | 0  | 0  | 0  | 0  | 0  | 2  | 2  | 2   | 2   | 2   | 4   | 6   | 6   | 6   | 6   | 8   |
| Triestina         | 2  | 2  | 4  | 6  | 6  | 8  | 9  | 9  | 9  | 11  | 11  | 13  | 13  | 15  | 15  | 17  | 19  | 21  |

### Record squadre
- Maggior numero di vittorie: Amatori Modena (15)
- Minor numero di vittorie: Forza e Costanza (2)
- Maggior numero di pareggi: DLF Trieste (3)
- Minor numero di pareggi: Amatori Novara, Novara e Pirelli (0)
- Maggior numero di sconfitte: Forza e Costanza (15)
- Minor numero di sconfitte: Amatori Modena (1)
- Miglior attacco: Novara (144 reti realizzate)
- Peggior attacco: Forza e Costanza (49 reti realizzate)
- Miglior difesa: Monza (49 reti subite)
- Peggior difesa: Forza e Costanza (143 reti subite)
- Miglior differenza reti: Monza (+61)
- Peggior differenza reti: Forza e Costanza (-94)

### Classifica cannonieri
| Gol |  |  | Giocatore        | Squadra        |
| --- |  |  | ---------------- | -------------- |
| 74  |  |  | Renzo Zaffinetti | Amatori Novara |